# Cratere Raimond
Raimond è un cratere lunare di 68,37 km situato nella parte nord-orientale della faccia nascosta della Luna.